# Szlovenszkói Magyar Jogpárt
Csehszlovákiai magyar politikai párt 1921–1925 között.

## Története
1921 szeptemberében alakult Kassán. Alapítói voltak a szlovákiai magyar közélet neves személyiségei, például Tarján Ödön losonci gyáros, Bartal Aurél és Szalay László volt főispánok. Az Országos Magyar Kisgazda, Földmíves és Kisiparos Párt és az Országos Keresztényszocialista Párt által képviselt felekezeti megosztottság helyett a kisebbségi magyarság egységes érdekképviseletére törekedett. Elsősorban a Trianon előtti magyar liberális demokratikus hagyományokra alapozva igyekezett kialakítani programját, amelyben központi szerepet a törvény előtti egyenlőség, a magántulajdon szentsége és az igazságos közigazgatási rendezés kapott.
A párt elnöke Szalay László lett, területi alelnökei Bartal Aurél, Forgách Antal és Blanár Béla. A párt részt vett a Szlovenszkói és Ruszinszkói Szövetkezett Ellenzéki Pártok Közös Bizottságának munkájában. A párt elsősorban a városi középrétegek között volt népszerű, nagyobb támogatottságra azonban nem tudott szert tenni. 1925-ben beolvadt az új Magyar Nemzeti Pártba.